# 細鱗線鰭瓦鰈
細鱗線鰭瓦鰈為輻鰭魚綱鰈形目鰈亞目瓦鰈科的其中一種，為熱帶海水魚，分布於中太平洋馬克薩斯群島海域，棲息深度96-650公尺，體長可達9.5公分，棲息在底層水域，以小型底棲生物為食，生活習性不明。

## 扩展阅读
維基物種上的相關：細鱗線鰭瓦鰈